# 王繼廉
王繼廉（？—？），字季清，一字矜古，號銘韞，浙江湖州府長興縣人，民籍，明朝政治人物。

## 生平
萬曆三十七年（1609年）己酉科浙江鄉試第三名舉人，天啟二年（1622年）壬戌科進士。都察院觀政，授松江府推官，巨盜屏跡，鑑清衡平，民以不冤，任吳縣知縣，不事鞭箠而積逋畢完，擢刑科給事中，左迁外任，典试中州，晋广东盐法，摘伏剔弊，商蠹无骫法者，晋福建布政使司右参政，指画方略，绥辑山寇，八闽安堵。积劳遘疾，乞休归里，日以督课子姓为事，年七旬卒于家，崇祀乡贤。

## 家族
兄王繼賢，萬曆二十九年進士。